# Три серенаде
„Три серенаде” је југословенски ТВ филм из 1969. године. Режирао га је Небојша Комадина а сценарио је написао Богдан Чиплић

## Улоге
| Глумац            | Улога |
| ----------------- | ----- |
| Светлана Бојковић |       |
| Бранко Цвејић     |       |
| Бранко Плеша      |       |